# Высокая (Мордовия)
Высокая — деревня в Кадошкинском районе Мордовии в составе Кадошкинского городского поселения.

## География
Расположена на высоком берегу речки Широкой (название-характеристика), в 11 км от районного центра и железнодорожной станции Кадошкино.

## История
В «Списке населённых мест Пензенской губернии» (1869) Высокая — деревня владельческая из 30 дворов Инсарского уезда. В 1930 году в деревне насчитывалось 193 двора (1040 чел.). В 1997 году на базе бывшего совхоза «Заря» был создан СХПК. В современной инфраструктуре Высокой — , медпункт.

## Население
| 2002 | 2010 |
| ---- | ---- |
| 100  | ↘27  |

Национальный состав
Согласно результатам переписи 2002 года, в национальной структуре населения русские составляли 80 %

## Источник
- Энциклопедия Мордовия, Т. И. Янгайкина.